# Nesciothemis fitzgeraldi
Nesciothemis fitzgeraldi – gatunek ważki z rodziny ważkowatych (Libellulidae). Występuje w Afryce; stwierdzony w Angoli, Demokratycznej Republice Konga, Zambii i Gabonie.

## Systematyka
Gatunek ten opisali niezależnie i mniej więcej w tym samym czasie, ale w oparciu o te same okazy typowe Cynthia Longfield i Elliot Pinhey. Longield nadała gatunkowi nazwę Nesciothemis fitzgeraldi (umieszczając go w nowo utworzonym przez siebie rodzaju Nesciothemis), a Pinhey nazwał go Orthetrum fitzgeraldi. Ze względu na różną długość cyklu wydawniczego publikacja Longfield ukazała się wcześniej – w 1955 roku, a Pinheya dopiero w 1956 roku – i to Longield uznawana jest za autorkę pierwszego opisu, mimo że w swej pracy wymienia ona nazwę Orthetrum fitzgeraldi nadaną przez Pinheya. Okazy typowe pochodziły znad jeziora Chila w Rodezji Północnej (obecnie Zambia). Odłowili je Desmond Vesey-Fitzgerald w marcu 1951 (paratyp – samiec) i styczniu 1954 roku (holotyp – samiec, alotyp – samica, dwa paratypy – samce), oraz Pinhey w kwietniu 1954 roku (paratypy – samce i samica). Epitet gatunkowy upamiętnia Veseya-Fitzgeralda.